# 397
Het jaar 397 is het 97e jaar in de 4e eeuw volgens de christelijke jaartelling.

## Gebeurtenissen

### Klein-Azië
- Het Mor Gabriel-klooster wordt gesticht. Het klooster behoort bij de Syrisch-orthodoxe Kerk van Antiochië en is gevestigd op het Tur Abdin-plateau nabij Midyat (Turkije).

### Europa
- Bisschop Ninianus bouwt een klooster ("Witte Huis") en begint zijn zendingswerk onder de Britten en Picten. Het is vermoedelijk de eerste christelijke vestiging in Schotland en thans bekend als de abdij van Whithorn.
- Brixius volgt Martinus op als bisschop van Tours.

### Balkan
- Stilicho, Romeins generaal (magister militum), regeert als regent van de jonge keizer Honorius over het West-Romeinse Rijk. Hij verslaat de opstandige Visigoten die Zuid-Griekenland plunderen. Koning Alarik I weet te ontsnappen naar Epirus (Balkan).

## Religie
- Augustinus van Hippo schrijft zijn Confessiones (Belijdenissen).

## Geboren
- Petronius Maximus, keizer van het West-Romeinse Rijk (waarschijnlijke datum)

## Overleden
- 4 april - Ambrosius van Milaan (58), bisschop en kerkvader
- 8 november - Martinus van Tours, bisschop en heilige